# Яух, Гюнтер
Гюнтер Яух (нем. Günther Jauch; 13 июля 1956, Мюнстер, Вестфалия) — немецкий телеведущий, журналист и продюсер.
Наибольшую известность получил как ведущий телеигры «Wer wird Millionär?» («Кто станет миллионером?»; национальная версия франшизы «Who Wants to Be a Millionaire?») на немецком канале RTL, которую бессменно ведёт с 3 сентября 1999 года.

## Биография
Гюнтер Яух родом из гамбургской семьи Яухов и является старшим сыном журналиста Эрнста-Альфреда Яуха. Вырос в Берлине в районе Лихтерфельде-Вест. С 1990-х годов живёт со своей семьёй у Хайлигензе в Потсдаме.